# Zbigniew Jacyna-Onyszkiewicz
Zbigniew Maria Jacyna-Onyszkiewicz (ur. 10 sierpnia 1944 w Krakowie) – polski fizyk i polityk, nauczyciel akademicki, profesor nauk fizycznych, poseł na Sejm IV kadencji.

## Życiorys
Jego pradziadkiem był Wincenty Stroka, poeta i tłumacz, brat Henryka Stroki.
W 1962 ukończył Liceum Ogólnokształcące w Kcyni. Absolwent Uniwersytetu im. Adama Mickiewicza w Poznaniu, na tej uczelni uzyskiwał stopnie doktora i doktora habilitowanego. W 1992 otrzymał tytuł naukowy profesora nauk fizycznych. Doszedł od stanowiska profesora zwyczajnego UAM. Objął funkcję kierownika Zakładu Fizyki Kwantowej tej uczelni. Otrzymał doktorat honoris causa Bałtyckiego Uniwersytetu Federalnego w Królewcu. W pracy naukowej zajął się zagadnieniami z zakresu fizyki teoretycznej i teorii magnetyzmu.
W latach 1993–2003 kilkukrotnie na zaproszenie papieża Jana Pawła II wygłaszał referaty na seminariach w Castel Gandolfo.
W wyborach parlamentarnych w 2001 kandydował do Sejmu z okręgu poznańskiego z poparciem Porozumienia Polskiego z listy Ligi Polskich Rodzin (otrzymał 5565 głosów). W wyborach samorządowych w 2002 bez powodzenia kandydował na prezydenta Poznania (otrzymał 5,79% głosów), uzyskał w tych wyborach natomiast mandat radnego sejmiku wielkopolskiego. W czerwcu 2004 objął mandat poselski w miejsce Macieja Giertycha (wybranego na deputowanego do Parlamentu Europejskiego). W wyborach parlamentarnych w 2005 bezskutecznie ubiegał się o reelekcję (otrzymał 7814 głosów). W 2006 opuścił środowisko LPR. W 2009 był kandydatem Prawa i Sprawiedliwości w wyborach do Parlamentu Europejskiego w okręgu wyborczym Poznań (otrzymał 11 884 głosów). Został członkiem komitetu naukowego jednej z tzw. konferencji smoleńskich, zajmującej się katastrofą samolotu Tu-154 w Smoleńsku z 10 kwietnia 2010. W 2014 i 2018 startował z listy PiS do sejmiku województwa.
Jest kawalerem Zakonu Rycerskiego Grobu Bożego w Jerozolimie. Został przewodniczącym Zespołu Wspierania Radia Maryja oraz Akademickiego Klubu Obywatelskiego im. Prezydenta Lecha Kaczyńskiego w Poznaniu. Wszedł w skład komitetu wspierającego kandydaturę Karola Nawrockiego na prezydenta RP w wyborach w 2025.

## Publikacje
- 1983: Jednolite ujęcie mechaniki kwantowej i statystycznej, Wyd. Nauk. UAM, Poznań.
- 1996: Zasady termodynamiki kwantowej, Wyd. Nauk. UAM, Poznań.
- 1999: Geneza zasad kosmologii kwantowej, Wyd. Nauk. UAM, Poznań.
- 2002: Wszechwiedza, Sorus, Poznań.
- 2008: Kosmogeneza kwantowa, Wyd. Nauk. UAM, Poznań.
- 2008: Monotrynitarna tajemnica Boga, Wydawnictwo Pallottinum, Poznań.